# 热塞
热塞（法語：Jeuxey，法語發音：[ʒøsɛ] ⓘ）是法国大東部大區孚日省的一个市镇，位于省会埃皮纳勒市区东北，属于埃皮纳勒区和埃皮纳勒城市圈公共社区。

## 地理
热塞（48°12'7"N, 6°29'16"E）面积8.49 平方千米，位于法国大東部大區孚日省。热塞市中心距离埃皮纳勒市中心约3公里，随着城市的发展和扩张，两地间已基本实现无缝连接。
与热塞接壤的市镇（或旧市镇、城区）包括：代维莱、多涅维尔、埃皮纳勒、隆尚。
热塞的时区为UTC+01:00、UTC+02:00（夏令时）。

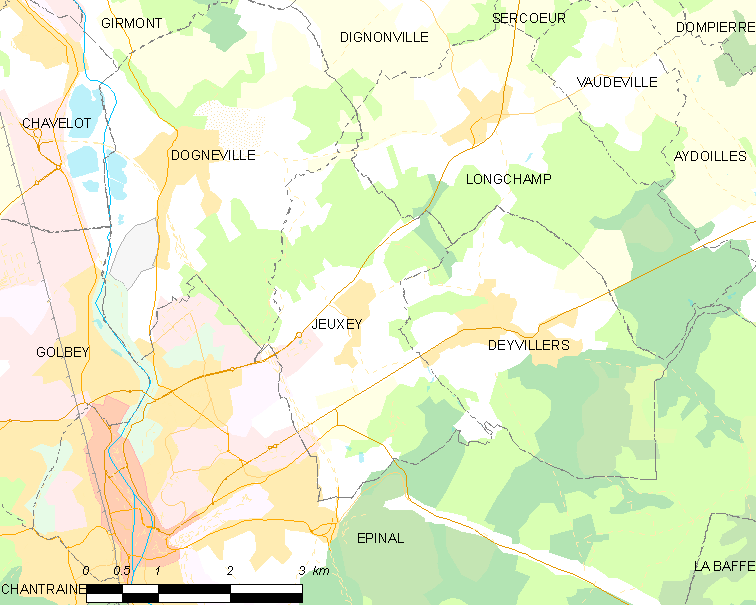
热塞的OSM定位图

## 行政
热塞的邮政编码为88000，INSEE市镇编码为88253。

## 政治
热塞所属的省级选区为埃皮纳勒第二县。

## 文化
法尤城堡位于其境内。

## 人口

1962-2008年间热塞人口变化图示

热塞于2022年1月1日时的人口数量为663人。